# エル・ロサリオ (シナロア州)
エル・ロサリオ（El Rosario）は、メキシコのシナロア州にある自治体。
メキシコ政府観光局(SECTUR)（スペイン語: Secretaría de Turismo (México)）によりプエブロ・マヒコとして選出された観光地。